# Artoriellula
Artoriellula Roewer, 1960 è un genere di ragni appartenente alla famiglia Lycosidae.

## Distribuzione
Le 2 specie note di questo genere sono state reperite in Sudafrica e sull'isola di Celebes.

## Tassonomia
Venne considerato un sottogenere di Artoria Thorell, 1877 a seguito di un lavoro dell'aracnologo Guy del 1966; considerazioni che non ebbero pressoché seguito fra gli altri aracnologi.
Non sono stati esaminati esemplari di questo genere dal 1960.
Attualmente, a novembre 2016, si compone di 2 specie:
- Artoriellula bicolor (Simon, 1898)[2] — Sudafrica
- Artoriellula celebensis Merian, 1911 — Celebes